# Francisco Torrinha
Francisco Forte de Faria Torrinha ComSE (Joane, Famalicão, 1 de Maio de 1879 – Porto, 16 de Outubro de 1955) foi um filólogo e professor português.

## Biografia
Francisco Torrinha nasceu a 1 de Maio de 1879, em Joane, no concelho de Vila Nova de Famalicão, distrito de Braga.
Fez o curso liceal em Braga e formou-se em teologia, na Faculdade de Teologia da Universidade de Coimbra. Depois de uma passagem como professor pelo liceu de Évora de 1903 a 1913, foi colocado no liceu D. Manuel II, no Porto (actual Escola Secundária Rodrigues de Freitas). Aí exerceu o seu cargo de professor durante 36 anos.
Ensinou na primeira Faculdade de Letras do Porto. Também dirigiu a Escola Industrial Faria Guimarães. Para além destes cargos que exerceu, dedicou a sua vida a estudar gramática, tendo publicado vários estudos.
Recebeu um convite para professor catedrático de Filologia Clássica na Faculdade de Letras da Universidade de Coimbra, mas teve de declinar o convite por razões de saúde.
Foi autor de dicionários Português-Latim e Latim-Português, bem como do famoso Novo Dicionário da Língua Portuguesa.
No ano da sua aposentação, 1949, foi feito Comendador da Ordem Militar de Sant'Iago da Espada, a 16 de Maio.
A sua última obra, um novo dicionário, ficou inacabada.
Francisco Torrinha morreu a 16 de Outubro de 1955 no Porto.